# Sylwin (imię)
Sylwin – łacińskie imię męskie, utworzone od męskiego Sylwiusz przy pomocy przyrostka -inus, który wskazywał na pochodzenie od kogoś lub zdrabniał. W Kościele katolickim istniało czterech świętych o tym imieniu. Sylwin nadawany jest w Polsce co najmniej od 1847 roku.
Żeński odpowiednik: Sylwina.

## Sylwinimieninyobchodzi
- 17 lutego, jako wspomnienie św. Sylwina, biskupa Thérouanne i św. Sylwina (Sylwana) biskupa Cremony,
- 12 września, jako wspomnienie św. Sylwina (Salwina), biskupa Werony,
- 28 września, jako wspomnienie św. Sylwina, biskupa Brescii[2].

## Znane osoby noszące imię Sylwin
- Silvino Francisco – południowoafrykański zawodowy snookerzysta
- Silvino García Martínez – kubański szachista, pierwszy arcymistrz w historii tego kraju
- Konstanty Sylwin Jakimowicz – architekt warszawski